# Horní Paseky
Horní Paseky, bis 1948 Horní Reuth (deutsch Oberreuth) ist ein Ortsteil der Stadt Aš in Tschechien.

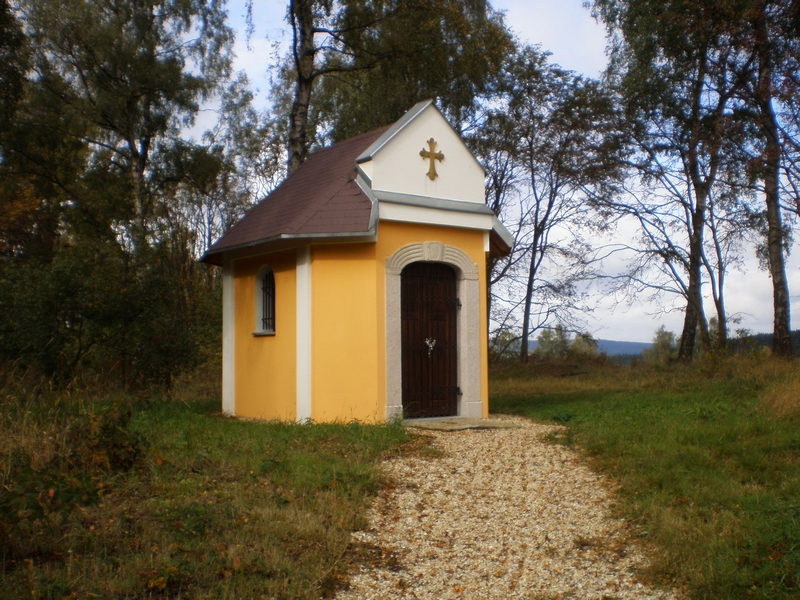
Kapelle St. Hubert und St. Georg in Oberreuth

## Geographie

### Geographische Lage
Horní Paseky befindet sich fünf Kilometer östlich der Stadt Aš im Elstergebirge. Nordöstlich erhebt sich der Stráž (Wachtberg, 716 m), südlich der Záhoř (744 m), im Westen der Skřivánčí vrch (Lerchenberg, 736 m) und nordwestlich der Háj (Hainberg, 757 m). Im Ort entspringt der Fleißenbach, drei Kilometer südlich die Weiße Elster.

### Nachbargemeinden
Nachbarorte sind Gürth im Norden, Kleedorf, Frauengrün und Oberbrambach im Nordosten, Bad Brambach im Osten, Röthenbach, Hohendorf, Sorge und Bärendorf im Südosten, Výhledy im Süden, Nebesa und Mokřiny im Südwesten, Vernéřov im Westen sowie Dolní Paseky im Nordwesten.

## Geschichte
Der Ort wurde 1291 als Besitz der Familie Notthafft auf Wildstein erstmals urkundlich erwähnt. Der Ort und weitere Güter der Familie wurden an den Nürnberger Burggrafen Friedrich III. verpfändet. Über die Familie Neuberg und die Stadt Eger ging der Ort schließlich 1534 in den Besitz der Familie Zedtwitz über, die im Ascher Ländchen bereits über erheblichen Besitz verfügte.
Nach der Aufhebung der Patrimonialherrschaften bildete Oberreuth ab 1850 einen Ortsteil der Gemeinde Wernersreuth im Gerichtsbezirk Asch bzw. Bezirk Asch. Im Jahre 1874 löste sich Oberreuth los und wurde eine eigene Gemeinde. Ein Großbrand 1917 vernichtete zahlreiche Gebäude und darauf wanderten viele Familien ab. 1939 zählte Oberreuth 241 Einwohner.
Zwischen 1938 und 1945 war die Gemeinde Teil des deutschen Landkreises Asch. 1948 erfolgte die Umbenennung von Horní Reuth in Horní Paseky. Nach der Vertreibung der Deutschen 1945 wurde der Ort 1950 Teil des Sperrgebietes und dort eine Wache stationiert. Nach der Aufhebung des Okres Aš kam Horní Paseky Ende 1960 zum Okres Cheb und wurde zugleich nach Vernéřov eingemeindet. 1968 übernahm die Rote Armee die Grenzwache und ließ das Dorf räumen. In den 1970er Jahren erfolgte der Abriss von Horní Paseky und westlich davon entstanden Plattenbauten für die sowjetischen Soldaten. Zusammen mit Vernéřov erfolgte Anfang 1976 die Eingemeindung nach Aš. Nach dem Abzug der Soldaten war der Ort vorerst menschenleer und ist erst seit 1997 wieder bewohnt. Beim Zensus von 2001 wurden drei Wohnhäuser und 52 Einwohner gezählt.

### Einwohnerentwicklung
| Jahr | Einwohnerzahl |
| ---- | ------------- |
| 1869 | 369           |
| 1880 | 341           |
| 1890 | 336           |
| 1900 | 326           |
| 1910 | 342           |

| Jahr | Einwohnerzahl |
| ---- | ------------- |
| 1921 | 289           |
| 1930 | 277           |
| 1950 | 30            |
| 1961 | 48            |
| 1970 | 0             |

| Jahr | Einwohnerzahl |
| ---- | ------------- |
| 1980 | 0             |
| 1991 | 0             |
| 2001 | 52            |
| 2011 | 88            |